# (1377) Roberbauxa
(1377) Roberbauxa – planetoida z pasa głównego asteroid okrążająca Słońce w ciągu 3 lat i 146 dni w średniej odległości 2,26 au. Została odkryta 14 lutego 1936 roku w Algiers Observatory w Algierze przez Louisa Boyera. Nazwa planetoidy pochodzi od Roberta Baux (1900-1987), francuskiego inżyniera, przyjaciela odkrywcy z czasów dzieciństwa. Przed nadaniem nazwy planetoida nosiła oznaczenie tymczasowe (1377) 1936 CD.